# Barone Berlinghieri
Pour les articles homonymes, voir Berlinghieri.
Barone Berlinghieri ou  Barone di Berlinghiero da Lucca est un peintre italien gothique actif de 1228 à 1282 à Lucques.

## Biographie
Barone Berlinghieri est le fils de Berlinghiero Berlinghieri, qui le forme ainsi que ses frères Marco et Bonaventura au sein de l'atelier familial des Berlinghieri à Lucques.
Il est mentionné pour la première fois en commun avec Berlinghiero et Bonaventura dans une liste des citoyens lucquois de l'année 1228. On suppose qu'il était le plus âgé des trois frères.
Il a peint un tableau pour l'archevêque de Lucques en 1243 et a livré en 1256 un crucifix pour l'église Casabasciana de Lucques.
En 1282, il a commencé  pour l'église San Francesco un crucifix, une Madonna et un San Andrea, inachevés de sa main, achevés ensuite (sans qu'on sache par quel artiste).
Comme pour les protagonistes familiaux de l'atelier, les attributions respectives sont difficiles.

## Sources
- (de) Cet article est partiellement ou en totalité issu de l’article de Wikipédia en allemand intitulé « Barone Berlinghieri » (voir la liste des auteurs).
- (en) Michael Bryan, Dictionary of Painters and Engravers, Biographical and Critical (Volume I: A-K), York St. #4, Covent Garden, London; Original from Fogg Library, Digitized May 18, 2007, George Bell and Sons, 1886, page 118 (lire en ligne)
- Notices d'autorité :   - VIAF
  - GND